# Triptolemos

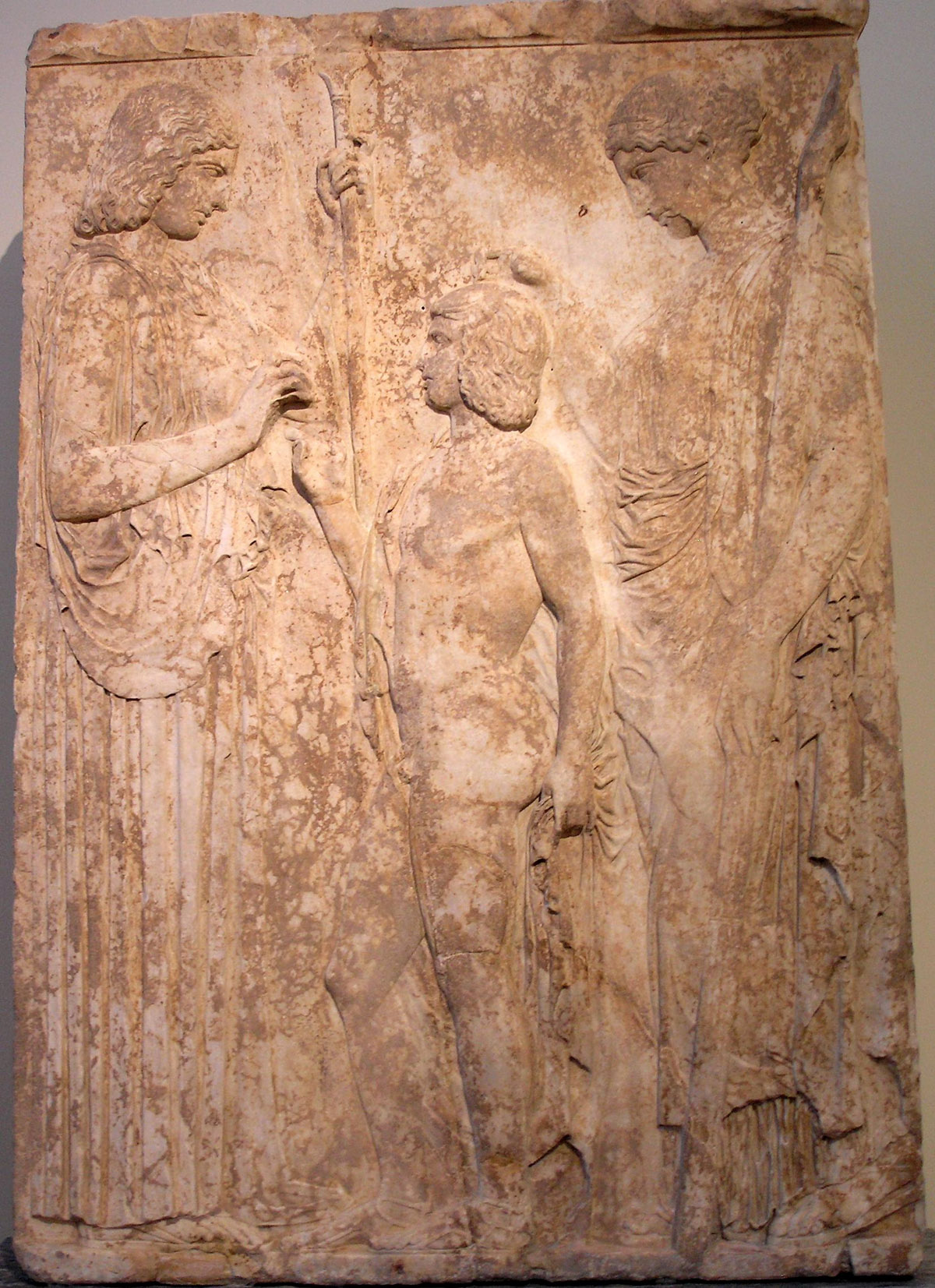
Triptolemos stojící mezi Demeter a Kore, relief z National Archaeological Museum of Athens

Triptolemos (latinsky Triptolemus) je v řecké mytologii synem eleusínského krále Kelea a jeho manželky Metaneiry (nebo – podle Apolodóra – syn Gaie a Ókeana). Měl mladšího bratra Démofoónta.
Matka Triptolemova přijala ve svém paláci Démétér, bohyni plodnosti země a úrody, hledajcí v podobě obyčejné ženy svou dceru Persefonu (někdy zvanou Kora), kterou unesl Hádés do podsvětí. Z vděčnosti dala Démétér Triptolemovi zvláštní dar – pšeničná zrna a jako prvního člověka ho naučila obdělávat půdu. Na její příkaz se stal učitelem zemědělství všech národů. Naučil lidi orat a sít, oblétával všechny země na kouzelném voze, taženém okřídlenými draky.
Démétér ho při této činnosti také ochraňovala. Když chtěl skýtský král Lynkos Triptolema zabít a slávu vynálezce zemědělství si přisvojit, proměnila ho v rysa.
Po smrti se podle některých pramenů Triptolemos stal váženým soudcem v podsvětí.

## Odraz v umění
Výjevy z tohoto mýtu byly častými náměty pro antické i moderní umělce. Mezi nejznámější patří
- malba na attické váze Triptolemos na okřídleném voze (5. století př. n. l., dnes v Britském muzeu v Londýně)
- monumentální Feidiův reliéf Triptolemos mezi bohyněmi Démétrou a Korou, objevený v troskách eleusínské svatyně (kolem 450 př. n. l., dnes v Národním archeologickém muzeu v Athénách)